# Харт, Уэйн (кёрлингист)
Уэ́йн Харт (англ. Wayne Hart; род. 13 февраля 1949, Vauxhall, Альберта) — канадский кёрлингист.
В составе мужской сборной Канады участвовал в демонстрационном турнире по кёрлингу на зимних Олимпийских играх 1988, стал бронзовым призёром.

## Достижения
- Зимние Олимпийские игры: бронза (1988).
- Чемпионат мира по кёрлингу среди мужчин: золото (1986).
- Чемпионат Канады по кёрлингу среди мужчин: золото (1986).
- Канадский олимпийский отбор по кёрлингу: золото (1987).

## Команды
| Сезон   | Четвёртый  | Третий        | Второй      | Первый     | Запасной  | Турниры              |
| ------- | ---------- | ------------- | ----------- | ---------- | --------- | -------------------- |
| 1985—86 | Эд Лукович | Джон Фергюсон | Нил Хьюстон | Брент Сайм | Уэйн Харт | ЧК 1986 · ЧМ 1986    |
| 1987—88 | Эд Лукович | Джон Фергюсон | Уэйн Харт   | Брент Сайм |           |                      |
| 1987—88 | Эд Лукович | Джон Фергюсон | Нил Хьюстон | Брент Сайм | Уэйн Харт | КООК 1987 · ЗОИ 1988 |
| 1988—89 | Эд Лукович | Джон Фергюсон | Уэйн Харт   | Брент Сайм |           |                      |

(скипы выделены полужирным шрифтом)